# Richard England
Sir Richard England (Detroit, 1793 – Titchfield, 19 gennaio 1883) è stato un generale inglese del British Army (all’epoca Detroit era parte dell’Alto Canada).
Durante le guerre napoleoniche combatté a Walcheren, in Sicilia e a Waterloo, prima di comandare reggimenti e divisioni durante la guerra di Crimea e in India.

## Biografia
England era figlio del tenente generale Richard England di Lifford (contea di Clare), veterano della guerra d'indipendenza americana, colonnello del 5º Reggimento, nonché uno dei primi coloni dell'Alto Canada, e di Anne, figlia di James O'Brien di Ennistyen, una famiglia cadetta dei lord di Thomond.
England nacque a Detroit, allora parte dell'Alto Canada, nel 1793, e, dopo essere stato educato al Winchester College e al Royal Military College di Marlow, entrò nell'esercito il 25 febbraio 1808 come portabandiera del 14º Reggimento.
Durante le guerre napoleoniche fu promosso luogotenente il 1º giugno 1809 e in quell'anno militò nella spedizione a Walcheren e nell'attacco di Flushing. Fu impiegato come aiutante di campo generale in Sicilia nel 1810 e nel 1811, e fu presente alla difesa di Tarifa come volontario. Fu promosso capitano del 60º Reggimento l'11 luglio 1811 e passò al 12° il 1º gennaio 1812. In quell'anno partì in licenza per il Canada per vedere suo padre, tornando, dopo la sua morte, in Inghilterra dove sposò Anna Maria, sorella di sir J. C. Anderson, nel 1814. Nel 1815 seguì il suo reggimento a Parigi dopo la battaglia di Waterloo.
Rimase in Francia fino al ritiro dell'esercito di occupazione, nel 1818, e, dopo aver servito come aiutante di campo del maggior generale sir Colquhoun Grant, comandante a Dublino dal 1821 al 1823, fu promosso maggiore nel 75º Reggimento il 4 settembre 1823. Il 29 ottobre 1825, prese il comando del reggimento col grado di tenente-colonnello, al posto del duca di Cleveland. Tenne questo comando per molti anni e guidò il reggimento a Città del Capo nel 1833. Allo scoppio della sesta guerra di frontiera del Capo, il tenente generale sir Lowry Cole (1772-1842), che allora era al comando a Città del Capo, lo scelse per comandare la frontiera orientale col grado temporaneo di generale di brigata, ed England servì nelle campagne del 1836 e 1837 con questo grado. Per i suoi servizi ricevette una medaglia, e il 28 giugno 1838, fu promosso colonnello.
Nel 1839 England fu trasferito al comando del 41º Reggimento gallese di fanteria e messo al comando del distretto di Belgaum della presidenza di Bombay (in India) col grado di generale di brigata. Appena arrivato perse sua moglie. Da questo posto gli fu intimato, nel 1841, di prendere il comando della divisione del Bombay Army spedita a dare il cambio al colonnello Palmer a Ghazni e al generale William Nott (1782-1845) a Kandahar (in Afghanistan). Egli non riuscì a raggiungere Ghazni in tempo ma, dopo esser stato respinto una volta, si fece largo attraverso la Valle di Pishin (oggi nel Distretto di Pishin) e raggiunse Kandahar in tempo per unirsi a Nott, e come comandante in seconda a quel generale, contribuì alla sconfitta di Akbar Khan (1816-1845) sulle alture di Khojak.
Rimase a Kandahar fino al 1842, quando decise di abbandonare quel posto. Successivamente fu messo al comando della forza che si ritirò attraverso il passo di Bolan nel Sindh, mentre Nott marciava con 7.000 soldati su Ghazni e Kabul. Non si può dire che England si sia molto distinto durante queste operazioni. Nott si lamentò sentitamente di lui e, sebbene egli avesse fatto ciò che gli era stato ordinato e avesse dato il cambio a Kandahar, le sue operazioni furono criticate, poiché aveva subito dei rovesci dai Baluchi, sia avanzando che ritirandosi. Nonostante ciò gli fu conferito l'ordine del Bagno il 27 settembre 1843; poi England lasciò il comando, tornò a casa e si trasferì a Bath.
England rimase lontano dal fronte fino al 1849, quando ricevette il comando della brigata Curragh e fu promosso maggior generale l'11 novembre 1851. Nel 1854 la censura sul suo comportamento in Afghanistan sembrò dimenticata ed egli fu messo al comando della terza divisione nella guerra di Crimea. Nella battaglia dell'Alma la sua divisione non fu impegnata tanto seriamente quanto le guardie della divisione leggera; ma a Inkerman England fu uno dei primi generali sulla scena dell'azione e, sebbene egli non sia stato mai al comando in quell'occasione, la sua prontezza nel mandare le sue truppe al momento giusto per aiutare i battaglioni in difficoltà contribuì molto al successo della giornata.
Tuttavia, fu durante il difficile inverno del 1854-1855 che England si distinse particolarmente. Egli soffrì le più grandi privazioni con le sue truppe, ma ciononostante non cercò mai di tornare a casa e fu l'ultimo dei generali che avevano accompagnato l'esercito in Crimea a lasciarla. Prima di ritornare in patria diresse l'attacco al bastione del Redan durante l'assedio di Sebastopoli il 18 giugno 1855, e non fu colpa sua se il risultato degli aspri combattimenti di quel giorno non fu un grande successo. Nell'agosto del 1855 egli fu, comunque, obbligato ad obbedire agli ordini del medico e a ritornare in Inghilterra.
Per i suoi servizi fu promosso tenente generale e nominato cavaliere di gran croce dell'ordine del Bagno, grand'ufficiale della Legion d'onore e cavaliere di I classe dell'ordine di Mejīdiyye. England non riprese più il servizio attivo. Fu nominato colonnello del 41º Reggimento il 20 aprile 1861, promosso generale il 6 luglio 1863 e messo nella lista dei ritirati nel 1877.
Morì a St. Margaret's, frazione di Titchfield, in Hampshire, il 19 gennaio 1883.